# Fika (Nigèria)
Fika és una ciutat de Nigèria a l'estat de Yobe, capital d'una LGA (Local Government Area) i antiga capital de l'emirat de Fika (avui a Potiskum). La LGA té una superfície de 2.208 km² i una població de 136.895 habitants (2006).